# David Bond
David John Were Bond (ur. 27 marca 1922 w Falmouth, zm. 23 marca 2013 tamże) – brytyjski żeglarz sportowy, medalista olimpijski.
Podczas letnich igrzysk olimpijskich w Londynie (1948) zdobył, wspólnie ze Stewartem Morrisem, złoty medal w żeglarskiej klasie Swallow.
Jako żeglarz nie miał wcześniej znaczących osiągnięć. Do załogi Stewarta Morrisa dołączył zaledwie kilka miesięcy przed olimpiadą (w wyniku kłótni Morrisa z dotychczasowym partnerem), ale po zdobyciu medalu olimpijskiego wciąż nie był znanym sportowcem, a jego nazwisko było często pomijane w prasie.
Bond kształcił się w Harrow i służył jako lotnik RAF podczas II wojny światowej, a po jej zakończeniu pracował dla British Aircraft Corporation. Sukcesy finansowe przyniosło mu konstruowanie jachtów w Kornwalii. Bond był jedynym żyjącym brytyjskim mistrzem olimpijskim z igrzysk z 1948, kiedy igrzyska olimpijskie powróciły do stolicy Wielkiej Brytanii w 2012 i dopiero wówczas otrzymał znaczny rozgłos, którego pozbawiono go w 1948.